# Gangchen Tulku Rinpoche
Lobsang Thubten Trinley Yarphel (7 de julio de 1941 - 18 de abril de 2020), era el 5.º Gangchen Tulku Rinpoche de Tíbet. Fue un lama tibetano-italiano de la escuela Gelug del budismo tibetano.

## Biografía
Nació en Drakshu, una pequeña aldea remota que estaba a unos 55 kilómetros de la ciudad de Shigatse en 1941. Su nombre secular era Wangdu Gyelpo. Más tarde fue reconocido como la nueva encarnación de Kachen Sapen-la. Fue entronizado en el Monasterio Gangchen Choepeling a la edad de cinco años. Cuando tenía doce años, recibió el título de "kachen", el equivalente de Tashi Lhunpo al grado de "geshe". Más tarde, estudió medicina, astrología, meditación y filosofía en el Monasterio Sera y el Monasterio Tashi Lhunpo. Lama Gangchen Rinpoche pertenece al Linaje Ganden Nyengyu, el linaje susurrado de Ganden, fundado en el siglo XIV por el gran erudito tibetano, Lama Tsongkhapa, el yogui completamente iluminado.
Lama Gangchen recibió su conocimiento y experiencias en forma directa de su gurú raíz, Kyabje Trijang Rinpoche y del famoso maestro tántrico Kyabje Zong Rinpoche. Kyabje Trijang Rinpoche a su vez recibió su conocimiento y experiencias de su maestro, Pabonkha Rinpoche, en una línea ininterrumpida de transmisión que se remonta a Lama Tsongkhapa, Atisha, Nagarjuna, Asanga y varios otros maestros, llegando directamente a Buda Shakyamuni.

Después de la anexión del Tíbet por la República Popular de China, fue encarcelado y obligado a trabajar, se exilió a la India en 1963. Continuó sus estudios durante los siguientes siete años en la Universidad Sánscrita de Varanasi en Benarés (India). Recibió el título de Geshe Rigram de la Universidad Sera Monástica en 1970. Realizó su primera visita a Europa, luego emigró a Italia y obtuvo la ciudadanía italiana en 1983. En 1989, fundó el Instituto Kunpen Lama Gangchen en Milán, con el objetivo de estudiar, practicar y difundir el budismo Mahayana y Vajrayana. 
Fue considerado un maestro importante de la tradición budista tibetana que adaptó las enseñanzas y técnicas de meditación a la mentalidad y la cultura occidental moderna. Es el fundador de numerosos centros de Dharma en todo el mundo y en 1992 instituyó la Fundación Lama Gangchen para la Paz Mundial (LGWPF, ONG afiliada a las Naciones Unidas). Formuló y difundió la propuesta de crear un foro espiritual permanente dentro de las Naciones Unidas, compuesto por representantes de todos los movimientos religiosos dedicados al fomento y al desarrollo de la paz mundial.
Fiel a sus compromisos siguió el linaje de su Lama Raíz, Kyabje Trijang Rinpoche, por lo que se vio envuelto en la polémica creada por parte del Gobierno Tibetano en el Exilio en torno al protector Dorje Shugden. Desde la década de 1990, viajó incansablemente por todo el mundo difundiendo el Dharma, desarrollando numerosos proyectos humanitarios, de regeneración ecológica y fomentando el diálogo interreligioso con todas las culturas, religiones y movimientos espirituales.

## Muerte
Gangchen Tulku Rimpoché murió de COVID-19 en Verbania el 18 de abril de 2020, a la edad de 78 años.